# Miss et Mister Grande Région
Pour les articles homonymes, voir Miss.
 (septembre 2018).
Miss Grande Région est un concours de beauté international organisé au Luxembourg et s'adressant a tous les habitants de la Grande Région, peu importe leur nationalité.

## Historique
Le concours Miss & Mister Grande Région (aussi appelé concours MGR) a été créé en 2008 par Claus Nehring et Joana Correia. Il s'agit du premier et unique concours de beauté international organisé au Luxembourg.
La Grande Région, formée par le Luxembourg, la Lorraine, la Région wallonne, les Länder de Rhénanie-Palatinat, et de Sarre, constitue une région en constante évolution, avec de nombreuses nationalités, de facettes culturelles et de talents, que le comité Miss & Mister Grande Région souhaite mettre en valeur. Le concours Miss & Mister Grande Région ne s'adresse pas à une nationalité en particulier, mais aux habitants de toute la Grande Région, peu importe leurs origines, leur culture ou leur langue natale. L’idée de base du concours étant de créer un échange entre les différentes cultures dans la Grande Région à travers son environnement multiculturel, la mode, la beauté et la photographie. Les titulaires, «ambassadeurs de la Grande Région», se distinguent par l'élégance, le caractère et l'intelligence.
En 2017, le concours est repris et modernisé par le mannequin luxembourgeois Sonia Gleis.
Miss & Mister Grande Région est organisé par Miss Grande Région, une association sans but lucratif luxembourgeoise.

## Titres
Les titrés d'avant 2012, portent le double titre de Miss & Mister Grande Région/Southend Model Awards. À la suite de la réorganisation du concours Miss & Mister Grande Région en 2016, aucune élection n'a eu lieu la même année.
| Année     | Miss Grande Région    | Mister Grande Région | Lieu        | Observations |
| --------- | --------------------- | -------------------- | ----------- | ------------ |
| 2008      | Jessica Carvalho      | Vlades Lopes         | Differdange |              |
| 2009      | Dina Freitas          | Jérémy Rodrigues     | Differdange |              |
| 2010      | Cyrielle Hergesheimer | Wentao Xu            | Tramsschapp |              |
| 2011      | Axelle Noel Heinen    | Vincent Kraus        | Tramsschapp |              |
| 2012      | Donika Musli          | Ahmadou Henaine      | Differdange |              |
| 2013      | Patricia Brandao      | Badre Zizi           | Differdange |              |
| 2014      | Daniela Da Ponte      | Pedro Miguel Machado | Differdange |              |
| 2015      | Polina Yalovenko      | Joël Machado         | Differdange |              |
| 2016      | Amélie Vigani         | N/C                  | N/C         |              |
| 2017      | N/C                   | N/C                  | N/C         |              |
| 2018      | Jessie Schroeder      | Maxime Cuvilliez     | Differdange |              |
| 2019/2020 | Mélanie Vandeloise    | Niki Deliju          | Soleuvre    |              |

## Carrières
Depuis sa création, le concours Miss & Mister Grande Région souhaite se placer comme concours révélateur de talents, ainsi plusieurs personnalités ont été révélées lors des divers saisons MGR.
Patricia Brandao, Miss Grande Région 2013, est actuellement la dernière miss d'origine luxembourgeoise ayant réussi à obtenir un titre de miss dans un concours international en dehors du Grand Duché du Luxembourg. En 2014, Patricia a ainsi obtenue en Hollande le prestigieux titre de « Queen of Luxembourg 2014 » en participant au concours international « Queen of the Benelux ».
Osvaldo Sanchez Riviera, finaliste MGR en 2013, même s'il n'a pas réussi a décrocher de titre de Mister, le comité MGR remarque son talent et l'envoye l'année suivante à la sélection nationale de Mister Luxembourg, où il est directement sacré Mister Luxembourg 2014. Il obtiendra également le titre de 2e dauphin "Best Body 2014" au concours international Men Universe Model. 
Melissa Tavan, finaliste MGR 2013, se fera connaitre du public français grace sa participation dans la saison 3 de la téléréalité Les Princes de L'Amour, diffusée en 2016 sur la chaine W9.

## Artistes et personnalités présentes au gala final
Chaque gala final MGR est ponctué par la venue d'artistes et de personnalités au Luxembourg.
Liste non exhaustive : 
| Year | MGR jury, artists & special guests |
| ---- | --- |
| 2008 | *Elisabeth Del Boccio (Miss Italia Lussemburgo 1993) *DJ X-TRA *Camille Ney (Présentateur) |
| 2009 | *Elisabeth Del Boccio (Miss Italia Lussemburgo 1993) *Spleen (Groupe de chanteurs) *Project X (Groupe de break dance) *DJ Hofmeister *Camille Ney (Présentateur) *Alfredo Pauly (Créateur couture) |
| 2010 | *Catherine Drouet (Miss Lorraine 1991) *Sonia Gleis (Mannequin international) *Francois Meisch (Chanteur & homme politique) *Edmée Hübsch (Mannequin senior) *Babacar (Chanteur & mannequin) *DJ Manu M *Sebastian Hype (Présentateur) *Kewe Mar (Ex-topmodel, égérie Yves Saint Laurent) *Frank Zongo (Créateur couture) |
| 2011 | *Divanna Pljevacic (1re dauphine Miss Lorraine 2011) *Rebecca Show (Transformiste, participant Incroyable Talent - France) *Jonathan Engel (White Club owner) *Yves Kortum (Photographe de mode) *Michel Fouarge (Ex-topmodel & photographe artiste) *Natacha Ombri (Chanteuse) *Sebastian Hype (Présentateur) |
| 2012 | *Jovana Kikic (Miss Queen of Luxembourg 2011) *Yves Kortum (Photographe de mode) *Michel Fouarge (Ex-topmodel & photographe artiste) *Sebastian Hype (Présentateur, chanteur & finaliste La Nouvelle Star - Belgique) *DJ Cabo-Boy *DJ Pingusso *Sylvia Camarda (Danseuse & présentatrice) |
| 2013 | *Patricia Brandao (Miss Grande Région 2013 & Miss Queen of Luxembourg 2014) *Sylvia Camarda (Danseuse) *Yves Kortum (Photographe de mode) *Michel Fouarge (Ex-topmodel & photographe artiste) *Hervé Sogne (Acteur, show Gainsbourg, Gainsbarre) *Sebastian Hype (Présentateur, chanteur & finaliste La Nouvelle Star - Belgique) |
| 2014 | *Sonia Gleis (Mannequin international) *Patricia Brandao (Miss Grande Région 2013 & Miss Queen of Luxembourg 2014) *Yves Kortum (Photographe de mode) *Michel Fouarge (Ex-topmodel & photographe artiste) *Gloria de Blasi (Chanteuse, membre du groupe Kids United & finaliste The Voice Kids - France) *Sarah Schwab (Chanteuse, finaliste The Voice Kids - France) *Sebastian Hype (Chanteur, finaliste La Nouvelle Star - Belgique) *Mathews Cailotto (Chanteur) *Meghann (Chanteuse, gagnante MixLor Jeune Talent 2014) *Pascal Muller (Chanteur) *Aymeric Romet (Magicien) *Sarina, Reine des Sables (Danse orientale) *Sylvia Camarda (Danseuse & présentatrice) |
| 2015 | N/C |
| 2016 | N/C |
| 2017 | *Igor Bogdanoff (Animateur tv & scientifique) *Joanna Daik (Chanteuse, membre du groupe Party People & fondatrice magazine FAUST) *Yves Kortum (Photographe de mode) *Michel Fouarge (Ex-topmodel & photographe artiste) *Sebastian Hype (Chanteur, finaliste La Nouvelle Star - Belgique) *Sarah Schwab (Chanteuse, finaliste The Voice Kids - France) *Jessica Sperta (Chanteuse) *Kyl'Lusion (Magicien, participant Incroyable Talent - France) *David Bubani (Chanteur d'opéra) *Fabrizio Peco (Performeur & artiste) *D-Motion (Groupe de dance) *DJ X-TRA *Loïc Juchem (Présentateur)                                                                             |

## Sources
- Carlos de Jesus, « Election de Miss et Mister Grande Région », sur Luxemburger Wort, 14 mars 2012 (consulté le 5 septembre 2018).
- Desislava Schengen, « Die Schönsten aus der Großregion », sur Tageblatt, 25 septembre 2012 (consulté le 5 septembre 2018).
- Carlos de Jesus, « La Grande Région a désigné ses Miss et Mister », sur Luxemburger Wort, 2 décembre 2012 (consulté le 5 septembre 2018).
- L'Essentiel Online, « Le Luxembourg rafle les deux titres », sur L'essentiel (journal), 1er décembre 2013 (consulté le 5 septembre 2018).
- Henrique de Burgo, « Na Holanda: Patrícia Brandão eleita “Miss Queen of Luxembourg” », sur Contacto, 24 septembre 2014 (consulté le 5 septembre 2018).
- Carlos de Jesus, « Polina et Joël: Découvrez Miss et Mister Grande Région 2015 », sur Luxemburger Wort, 30 décembre 2014 (consulté le 5 septembre 2018).
- Gaël Arellano, « Miss & Mister Grande-Région 2017: découvrez les candidats », sur RTL Luxembourg, 27 octobre 2017 (consulté le 5 septembre 2018).
- Gaël Arellano, « La grande finale de Miss & Mister Grande Région 2018 », sur RTL 5 Minutes, 28 novembre 2017 (consulté le 5 septembre 2018).
- Gaël Arellano, « Miss et Mister Grande Région s'offrent un bain de soleil à Cannes », sur RTL 5 Minutes, 29 juin 2018 (consulté le 5 septembre 2018).